# Trofeo Laigueglia 1977
Il Trofeo Laigueglia 1977, quattordicesima edizione della corsa, si svolse il 23 febbraio 1977, su un percorso di 157 km. La vittoria fu appannaggio del belga Freddy Maertens  precedendo l'italiano Giuseppe Saronni e lo svedese Bernt Johansson.
I corridori che presero il via da Laigueglia furono 141, mentre coloro che portarono a termine il percorso sul medesimo traguardo furono 79.

## Ordine d'arrivo (Top 10)
| Pos. | Corridore         | Squadra               | Tempo |
| ---- | ----------------- | --------------------- | ----- |
| 1    | Freddy Maertens   | Flandria-Velda-Latina | ?     |
| 2    | Giuseppe Saronni  | Scic                  | s.t.  |
| 3    | Bernt Johansson   | Fiorella-Mocassini    | s.t.  |
| 4    | Wladimiro Panizza | Scic                  | s.t.  |
| 5    | Vittorio Algeri   | G.B.C.-Itla-TV Color  | s.t.  |
| 6    | Alfio Vandi       | Magniflex-Famcucine   | s.t.  |
| 7    | Michel Pollentier | Flandria-Velda-Latina | a 15" |
| 8    | Bruno Vicino      | G.B.C.-Itla-TV Color  | a 18" |
| 9    | Walter Riccomi    | Scic                  | s.t.  |
| 10   | Roland Salm       | Zonca-Santini         | s.t.  |